# Eocuma rosae
Eocuma rosae is een zeekommasoort uit de familie van de Bodotriidae. De wetenschappelijke naam van de soort is voor het eerst geldig gepubliceerd in 2007 door Corbera & Galil.